# Ehemündigkeit in den Vereinigten Staaten
Die Ehemündigkeit in den Vereinigten Staaten variiert von Staat zu Staat. Generell liegt die Ehemündigkeit in den Vereinigten Staaten von Amerika bei 18 Jahren.
Es gibt zwei Ausnahmen: Nebraska (19 Jahre) und Mississippi (21 Jahre). In allen Bundesstaaten dürfen auch minderjährige Personen mit Zustimmung der Eltern und/oder eines Gerichts heiraten. In einigen Staaten ist dies dann nicht erforderlich, wenn die Braut schwanger ist. Das Mindestalter liegt je nach Staat zwischen 12 und 17 Jahren, allerdings haben 27 Staaten kein gesetzlich festgelegtes Mindestalter.
| Staat                | Mindestalter                            | Mindestalter                       | Anmerkungen |
| Staat                | Mit dem Einverständnis der Eltern       | Ohne das Einverständnis der Eltern | Anmerkungen |
| -------------------- | --------------------------------------- | ---------------------------------- | --- |
| Alabama              | 16                                      | 18                                 | |
| Alaska               | 16                                      | 18                                 | |
| Arizona              | 16                                      | 18                                 | Kein Mindestalter bei dem Einverständnis eines obersten Richters und dem der Eltern                             |
| Arkansas             | 16 für Mädchen, 17 für Jungen           | 18                                 | |
| Colorado             | 16                                      | 18                                 | Kein Mindestalter bei dem Einverständnis eines Richters und dem der Eltern                                      |
| Connecticut          | 16                                      | 18                                 | Einverständnis eines Richters und der Eltern erforderlich                                                       |
| District of Columbia | 16                                      | 18                                 | |
| Delaware             | 18                                      | 18                                 | |
| Florida              | 16                                      | 18                                 | |
| Georgia              | 15                                      | 18                                 | 16, falls schwanger (kein Einverständnis der Eltern erforderlich)                                               |
| Hawaii               | 15                                      | 18                                 | |
| Idaho                | 15                                      | 18                                 | |
| Illinois             | 16                                      | 18                                 | |
| Indiana              | 17                                      | 18                                 | 15 im Falle der Schwangerschaft bei dem Einverständnis eines obersten Richters und dem der Eltern               |
| Iowa                 | 16                                      | 18                                 | |
| Kalifornien          | N/A                                     | 18                                 | Kein Mindestalter bei dem Einverständnis eines obersten Richters und dem der Eltern                             |
| Kansas               | 16                                      | 18                                 | |
| Kentucky             | 16                                      | 18                                 | |
| Louisiana            | 16                                      | 18                                 | |
| Maine                | 16                                      | 18                                 | |
| Massachusetts        | 16                                      | 18                                 | Einverständnis eines Richters und/oder der Eltern                                                               |
| Maryland             | 16                                      | 18                                 | |
| Michigan             | 16                                      | 18                                 | 15 bei dem Einverständnis eines Richters und dem der Eltern                                                     |
| Minnesota            | 16                                      | 18                                 | |
| Mississippi          | 15 für Mädchen, 17 für Jungen (De jure) | 21                                 | |
| Missouri             | 15                                      | 18                                 | |
| Montana              | 16                                      | 18                                 | |
| Nebraska             | 17                                      | 19                                 | |
| Nevada               | 16                                      | 18                                 | |
| New Hampshire        | 13 für Mädchen, 14 für Jungen           | 18                                 | Bei dem Einverständnis eines Richters und dem der Eltern in einem "Spezialfall"                                 |
| New Jersey           | 18                                      | 18                                 | 16 bei dem Einverständnis der Eltern oder Schwangerschaft                                                       |
| New Mexico           | 16                                      | 18                                 | |
| New York             | 17                                      | 18                                 | |
| North Carolina       | 16                                      | 18                                 | Kein Mindestalter bei dem Einverständnis der Eltern, wenn Schwangerschaft oder Geburt eines Kindes gegeben sind |
| North Dakota         | 16                                      | 18                                 | |
| Ohio                 | 16 für Mädchen                          | 18                                 | |
| Oklahoma             | 16                                      | 18                                 | |
| Oregon               | 16                                      | 18                                 | Eltern oder Vormund müssen bei der Antragsstellung zugegen sein                                                 |
| Pennsylvania         | 16                                      | 18                                 | 14 bei dem Einverständnis eines Richters vom Vormundschaftsgericht                                              |
| Rhode Island         | 16 für Mädchen                          | 18                                 | |
| South Carolina       | 16                                      | 18                                 | |
| South Dakota         | 16                                      | 18                                 | |
| Tennessee            | 16                                      | 18                                 | |
| Texas                | 14                                      | 18                                 | Einverständnis eines Richters oder der Eltern muss vorliegen                                                    |
| Utah                 | 16                                      | 18                                 | 15 bei dem Einverständnis eines Richters und dem der Eltern                                                     |
| Vermont              | 16                                      | 18                                 | |
| Virginia             | 16                                      | 18                                 | |
| Washington           | 17                                      | 18                                 | Bei dem Einverständnis eines obersten Richters                                                                  |
| West Virginia        | 16                                      | 18                                 | Kein Mindestalter bei dem Einverständnis eines Richters und dem der Eltern                                      |
| Wisconsin            | 16                                      | 18                                 | |
| Wyoming              | 16                                      | 18                                 | |

| Außengebiet der Vereinigten Staaten | Mindestalter                                                              | Mindestalter                       | Anmerkungen |
| Außengebiet der Vereinigten Staaten | Mit dem Einverständnis der Eltern                                         | Ohne das Einverständnis der Eltern | Anmerkungen |
| ----------------------------------- | ------------------------------------------------------------------------- | ---------------------------------- | ----------- |
| Puerto Rico                         | 18 mit elterlichem Einverständnis, jüngeres Alter nur bei Schwangerschaft | 21                                 |             |